# 尹良庇
尹良庇（朝鮮語: 윤양비）は、高麗の軍人であり、朝鮮氏族の茂松尹氏の始祖である。
高麗睿宗代に保勝郎将と戸長同正を務めた。尹良庇の先祖の尹鏡は後唐の戦乱を避けるために中国から全羅北道高敞郡に亡命した。